# バルニム5世 (ポメラニア公)
バルニム5世（Barnim V., 1369年9月20日以前 - 1403年2月7日以前）は、ポメラニア＝スタルガルト、スウプスク、スワヴノ、リューゲンヴァルデ（ダルウォボ）およびシュチェチネク（ノイシュテッティン）公。ポメラニア公ボギスラフ5世とアーデルハイト・フォン・ブラウンシュヴァイク＝グルーベンハーゲンの息子。

## 生涯
バルニム5世はポメラニア公ボギスラフ5世の末息子として生まれた。兄ボギスラフ8世とともに、スタルガルトを統治した。 一方、兄のヴァルティスラフ7世がスウプスク公領を統治していた。1387年にプラハ大学（教会法）に入学した。同年、バルニム5世とその兄らは、ボギスラフ8世によるカミエン司教の地位の継承に関する合意を取り交わした。ヴァルティスラフ7世の死から数年後の1402年、スウプスク公領は再び分割され、合意の結果、バルニム5世はスウプスク、スワヴノ、リューゲンヴァルデ（ダルウォボ）およびシュチェチネクを獲得し、ボギスラフ8世はヴォリン、カミエン、グリフィツェ、スタルガルト、トシェビャトゥフおよびビャウォガルトを獲得した。
1401年5月7日、バルニム5世はポーランド王ヴワディスワフ2世ヤギェウォに仕えた。ポーランド王への奉仕により、バルニム5世は年間400グジヴナのポーランド・グロシュを受け取ったが、クリスマスの日には200グジヴナを、残りはゲオルギオスの日に受け取った。
バルニム5世は1402年または1403年に死去し、兄ボギスラフ8世が領地を継承した。

## 結婚と子女
1396年9月27日、バルニム5世はヴィータウタスの姪でタウトヴィラス・ケーストゥタイティスの娘であるリトアニア公女ヤドヴィガと結婚した。最新の研究によると、この夫婦にはアンナという娘がいたという。